# Въоръжени сили на Габон
Въоръжените сили на Габон се състоят от Сухопътни войски, Военновъздушни сили, Военноморски флот, Републиканска гвардия и Национална полиция. Армията е изцяло професионална и обучена единствено за защита на страната.